# 오니마루

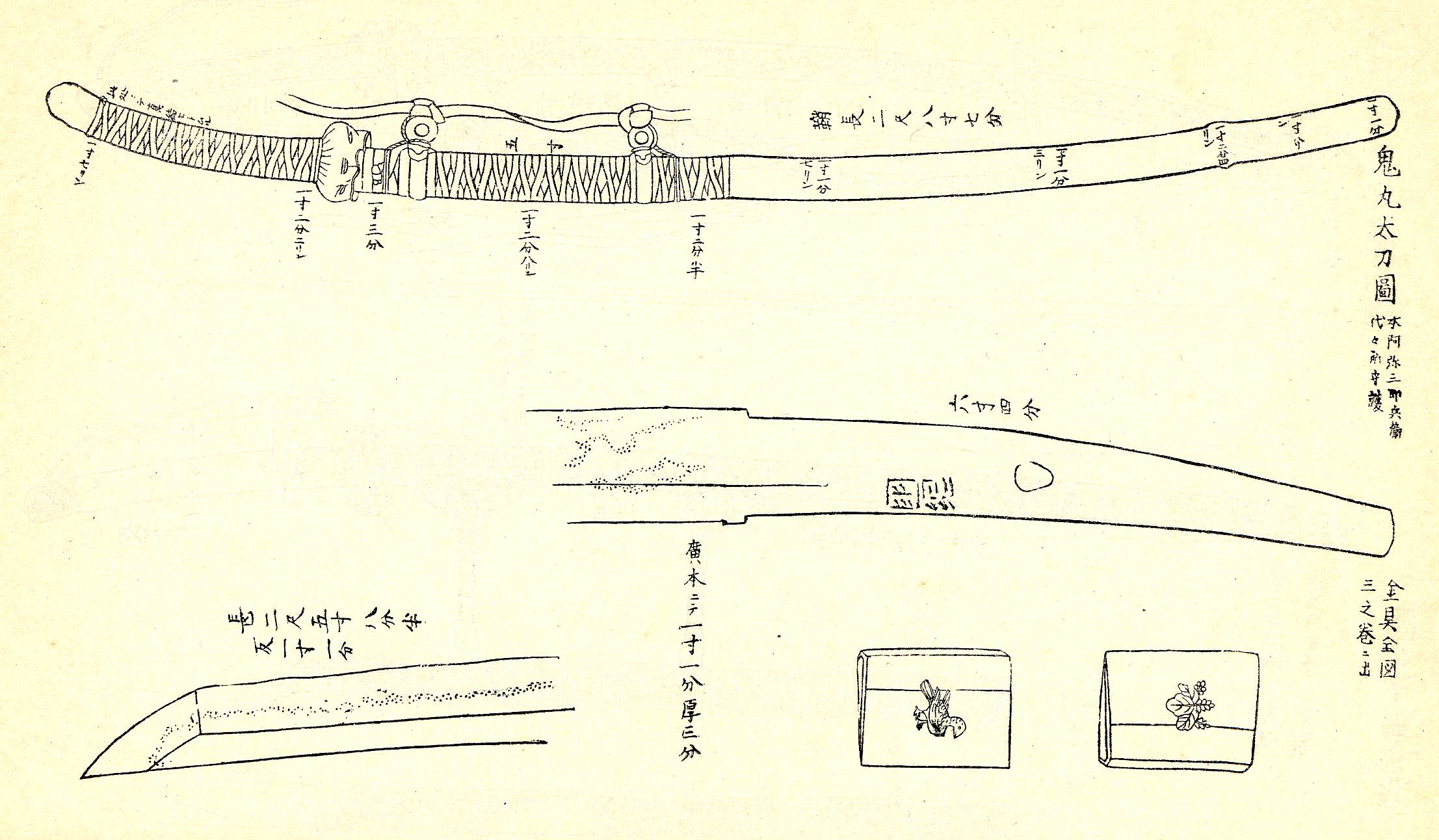
『집고십종』(集古十種)에 실려 있는 오니마루의 도설.

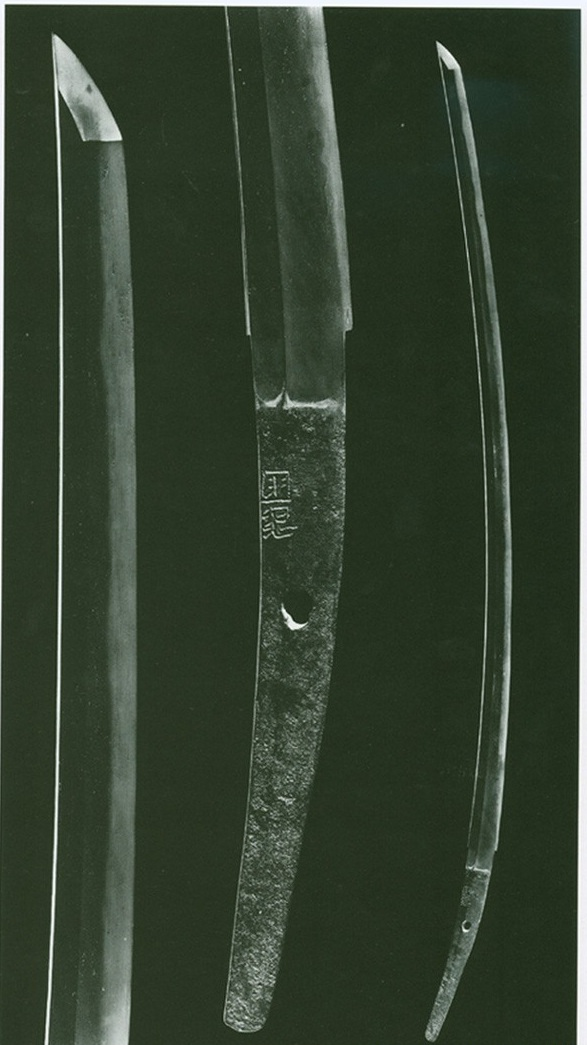
오니마루

오니마루(鬼丸)는 일본의 천하오검(天下五剣)의 하나로 꼽히는 일본도(타치)이다. 다른 이름으로는 오니마루 구니쓰나(鬼丸国綱)라고도 한다.

## 개요
가마쿠라 시대(鎌倉時代) 초기 야마시로국(山城国) 교노아와타구치파(京粟田口派)의 도공으로 아와타구치 6형제의 막내동생인 구니쓰나(国綱)의 작품이다. 칼날 길이는 두 자 다섯 치 여덟 푼(약 78.2cm)、휘어짐은 한 치 한 푼(약 3.2cm)이다. 가마쿠라 시대에 들어서 타치의 도신(刀身)의 휘어짐이 커지고 그때까지의 타치에 현저하던 「고시소리」(腰反り)에서 도신 전체가 균등하게 휘어져 있는 「와소리」(輪反り)로 이행되던 시기의 타치로 선대 또는 후대의 「타치」와 비교해도 큰 소리(휨)을 가지고 있다.
칼집과 칼자루 전체를 갈색의 시보카와(皺革, 주름진 가죽)로 덮고 그 위에 금갈색의 실로 감았으며 날밑을 검게 옻칠한 가죽으로 덮은 「가와즈쓰미타치」(革包太刀) 양식의 고시라에(拵)가 부속되어 있고, 무로마치 시대 초기의 제작으로 추정되고 있다. 이 고시라에의 양식을 특별히 「오니마루코시라에」(鬼丸拵)라고 부르며 「가와즈쓰미타치코시라에」(革包太刀拵)의 대명사이다.

## 전래
「오니마루」라는 이름의 유래는 태평기(太平記)에 기재되어 있다. 여기에 따르면 가마쿠라 막부의 싯켄 호조 도키요리(北条時頼)가 밤마다 꿈에 나타나는 소귀(小鬼)에 시달리고 있었는데, 어느 날 밤 도키요리의 꿈에 노인이 나타나서 「나는 타치 구니쓰나이다. 허나 부정한 자의 손에 쥐여져 녹이 슬어버려서 칼집을 벗어날 수가 없다. 서둘러 요괴를 없애고 싶다면 어서 이 녹을 없애 주기 바란다」고 말하였다. 도키요리는 바로 구니쓰나를 꺼내서 손질해 방에 세워두었는데, 구니쓰나가 갑자기 넘어져 화로에 새겨져 있던 세공된 오니의 목을 잘랐다고 한다. 도키요리의 방에 있던 화로의 발은 은으로 만든 오니의 형태였다. 이후 도키요리의 꿈에는 더 이상 소귀가 나타나지 않았고, 이 사건으로 해서 구니쓰나는 「오니마루」라는 이름을 얻게 되었다는 것이다.
이후 오니마루는 호조 가문의 중요한 보물이 되었으나 호조 다카토키(北条高時)가 자결한 뒤 닛타 요시사다(新田義貞)에게 넘어갔고, 요시사다가 죽은 뒤에는 그의 수급과 함께 아시카가 다카우지(足利尊氏)에게 보내졌다고 한다. 이후 아시카가 쇼군가의 보물로써 전래되어 오다가 아시카가 요시아키(足利義昭)에서 오다 노부나가(織田信長)를 거쳐 도요토미 히데요시(豊臣秀吉)에게로 전해졌다는 설과, 직접 히데요시에게 주어졌다는 두 설이 있는데 어느 쪽이든 오니마루가 히데요시의 소유가 되었다는 것은 공통되며, 훗날 阿弥光徳에게 바쳐졌다. 나아가 오사카 전투 이후에 도쿠가와 쇼군가의 소유가 되었고, 도쿠가와 이에야스(徳川家康) ・ 도쿠가와 히데타다(徳川秀忠)와 함께 그대로 혼아미(本阿弥) 가문에 바쳐졌다. 그 뒤 고미즈노오 천황(後水尾天皇)에게 황태자가 태어난 날 고쇼(御所)에 헌상되었으나 황태자가 사망하면서 불길하다 하여 다시금 혼아미 가문에 돌려보내졌다고 한다. 마쓰다이라 사다노부(松平定信)가 엮은 『집고십종』(集古十種)에는 「本阿弥三郎兵衛代々所守護」라고 되어 있다.
이후 교토의 혼아미 가문에 의해 보관되어 오다가 8대 쇼군 도쿠가와 요시무네(徳川吉宗)가 혼아미 가문에 명해 오니마루를 에도 성으로 가져오게 하였다고 기록되어 있다. 그리고 메이지 시대에 이르러서도 오니마루가 도쿠가와 가문이나 황실 그 어느 쪽의 소유권이라는 것에 대해서 명시가 이루어지지 않음에 당황한 혼아미 가문이 메이지 신정부에 이를 신고했고, 1881년(메이지 14년) "고미즈노오 천황에 헌상된 것을 도쿠가와 막부를 통해서 혼아미 가문에게 맡겼던 것"이라 해서 메이지 천황에게 수집되어 어물(御物)이 되었다. 현재는 일본 황실의 소장이다.
「천하오검」(天下五剣) 가운데 유일한 황실 소유물로써 일본의 국보 및 중요문화재로 지정되어 있지 않다. 또한 황실 소유물로써의 성격상 일반에 공개되는 일도 드물며, 서적 등에 게재되어 있는 사진도 몇 안 되는 기회를 틈타 촬영된 것들이다.
과거에는 다음과 같은 기회에 일반에 공개되었다.
- 「日本美術名宝展」（東京国立博物館・京都国立博物館、1986年）
- 特別展「日本のかたな」（東京国立博物館、1997）
- 特別展「正宗」（佐野美術館、富山県水墨美術館、徳川美術館、根津美術館を巡回、2002）